# Casas de Don Gómez
Casas de Don Gómez (extremadurai nyelven Casangomi) település Spanyolországban, Cáceres tartományban. Casas de Don Gómez Moraleja, Huélaga, Calzadilla, Coria és Casillas de Coria községekkel határos. Lakosainak száma 330 fő (2024).

## Népesség
A település népessége az elmúlt években az alábbi módon változott:
| Lakosok száma | 344  | 348  | 357  | 347  | 341  | 308  | 294  | 289  | 277  | 330  |
|               | 2001 | 2004 | 2006 | 2009 | 2011 | 2014 | 2016 | 2019 | 2021 | 2024 |